# Грузино-монгольский договор 1239 года
Грузино-монгольский договор 1239 года — договор, заключённый между царицей Грузинского царства Русудан и представителями Монгольской империи в 1239 году.
В 1235—1236 годах монгольские войска, в отличие от их первого набега в 1221 году на Грузинское царство, вторглись с единственной целью завоевания и оккупации Грузии и легко захватили и без того опустошенное царство. Царица Русудан бежала в безопасную западную Грузию, а вельможи спрятались в своих крепостях.
Наконец, в 1239 г. по совету эристави Иване I Джакели Русудан послала четырёх послов; амирспасалара (главнокомандующего) и атабека (наставника) Авага Мхаргрдзели, мандатуртухуцеса (министр внутренних дел и великого церемониймейстера) Шанше Мхаргрдзели, мсахуртухуцеси (мажордома) Ваграма Гагели и эристави Эрети Шота Купри, с целью договориться о сдаче Бортэ Чагатаю, монгольскому государю, второму сыну Чингисхана. Чагатай милостиво принял послов и отпустил пленных грузин.
Чтобы обеспечить себе личную неприкосновенность, царица Русудан вместе с Арсеном, епископом Мартвильского монастыря и канцлером, отправилась в долгий поход к ставке хана Улуса Джучи (Золотой Орды) Батыя на Волге, где и был подписан мирный договор на следующих условиях:
- Грузинские дворяне будут наравне с монгольскими нойонами (владыками);
- Грузинское царство отказывается от своих мусульманских вассалов (таких, как Ширван), но сможет сохранить свою христианскую территорию (таких, как Армянское княжество Закаридов);
- Грузия будет платить ежегодную дань в размере 50 000 гиперпиронов (около 250 кг золота) и дополнительно платить различные налоги;
- Грузия обязывается предоставить войска для монгольской армии и участвовать в её походах;
- Давид, сын Русудан, признаётся её наследником.